# Limhamns SK
Limhamns SK, pełna nazwa Limhamns Schackklubb – szwedzki klub szachowy z siedzibą w Malmö, dwukrotny mistrz Szwecji.

## Historia
Klub został założony w 1926 roku. W 1973 roku awansował do finału rozgrywek o mistrzostwo Szwecji, w którym przegrał z Upsala ASS. W sezonie 1982/1983 klub zdobył mistrzostwo kraju, a rok później zajął trzecie miejsce w fazie finałowej. W tym okresie w klubie grali m.in. Thomas Ernst, Harry Schüssler, Bogdan Pietrusiak i Stellan Brynell.
W 1987 roku zespół zakwalifikował się do nowo utworzonej Elitserien. W sezonie 1988/1989 klub spadł z Elitserien. W 1990 roku Limhamns SK powrócił na najwyższy poziom ligowy. W sezonach 1991/1992 i 1992/1993 zespół zdobywał wicemistrzostwo kraju, za każdym razem kończąc rozgrywki jedynie za SK Rockaden Stockholm. W 1994 roku klub spadł do drugiej ligi. Rok później zespół powrócił do Elitserien. W 1997 roku klub ponownie spadł z ligi, aby powrócić do niej rok później. W sezonie 1998/1999 zespół zajął trzecią pozycję w Elitserien. Identyczny rezultat osiągnięto w sezonie 2000/2001. Rok później klub zdobył tytuł wicemistrzowski. W 2003 roku Limhamns SK ponownie był trzeci w lidze. W tym samym roku klub zadebiutował w Pucharze Europy, zajmując 25. miejsce. W sezonie 2003/2004 klub zajął drugie miejsce w lidze krajowej. W 2004 roku zespół zajął 26. miejsce w Pucharze Europy, a rok później – 43. Sezon 2008/2009 zespół zakończył na drugiej pozycji w Elitserien. W 2013 roku klub zdobył drugie mistrzostwo kraju w historii. W składzie drużyny znajdowali się wówczas m.in. Stellan Brynell, Jonny Hector, Christian Jepson i Björn Ahlander. W Pucharze Europy klub wygrał cztery mecze – z White Knights Chess Club, SF Reichenstein, The Smashing Pawns Bieles i SC En Passant, zremisował z Szombathelyi Haladás i przegrał z SOCAR-Azerbaijan oraz Clichy-Echecs 92. W klasyfikacji końcowej pucharu szwedzki klub zajął 12. pozycję. W sezonie 2018/2019 zespół zajął trzecie miejsce w lidze. Identyczny rezultat szachiści klubu osiągnęli w latach 2023–2024.

## Arcymistrzowie w historii klubu
- Stellan Brynell[28]
- Pere Garriga Cazorla[29]
- Jonny Hector[16]
- Ferdinand Hellers[10]
- Ivan Sokolov[17]
- Jan Timman[17]